# Hewittia malabarica
Hewittia malabarica es una especie  de plantas con flores perteneciente a la familia de las convolvuláceas.

## Descripción
Especie postrada o hierba perennifolia. Tiene hojas oblongas u ovadas, de hasta 14 cm de longitud, variable o cordadas en la base, aterciopelada o con pelos en ambas superficies, margen entero o dentado. Inflorescencia con 1-3-flores en grupos. Corola de color amarillo pálido o blanquecino con un oscuro color rojo púrpura centro. El fruto es una cápsula  esférica a casi cuadrada, peluda, coronada con el estilo persistente.
Notas:	Varias especies del género Merremia también pueden tener flores de colores similares. Se pueden distinguir por las hojas que son pinnadas o palmeadas lobuladas o compuestas.

## Distribución y hábitat
La especie se encuentra en África y Asia. Crece en lugares soleados en suelo  de arena en forma de matorrales, en las carreteras, en las zonas forestales despejadas, en riberas de los ríos y en las plantaciones. En China, que se produce a una altitud de 0 a 600 m.

## Taxonomía
Hewittia malabarica fue descrita por  (Carlos Linneo) Suresh  y publicado en An Interpretation of Van Rheede's Hortus Malabaricus 88. 1988.
Sinonimia
- Convolvulus bicolor Vahl
- Convolvulus bracteatus Vahl
- Convolvulus malabaricus L.
- Convolvulus scandens J. König ex Milne
- Convolvulus sublobatus L. f.
- Hewittia bicolor Wight & Arn.
- Hewittia sublobata (L. f.) Kuntze
- Shutereia bicolor Choisy
- Shutereia sublobata (L. f.) House[2]